# 平井豊光
平井 豊光（ひらい とよみつ、1936年 - 2013年3月2日）は、日本の実業家、馬主。

## 経歴
玩具の企画製造販売を行う株式会社栄進堂の代表取締役会長を務めた。
2013年3月2日、敗血症のため入院先の東京都中央区内の病院で死去。77歳没。

## 馬主活動

平井の勝負服

日本中央競馬会および地方競馬全国協会の馬主として知られた。勝負服の柄は赤、黒縦縞、黒袖、冠名は主に「エイシン」（英語表記は「Eishin」）を用いた。ほか、外国産牝馬には「ガール」、1999年産の外国産馬には「スワン」、地方競馬でデビューした馬には「エーシン」なども冠名として用いた。
2011年時点で中山馬主協会の参与となっており、東日本大震災の際には被災地へ義援金500万円を寄付した。
弟で、栄進堂監査役の平井泰男、長男の平井宏承も馬主である。また、次男で栄進堂代表取締役社長の平井克彦も馬主であり、豊光の死後にエイシンフラッシュなどの所有馬を馬主登録を承継する形で引き継いでいる。なお、エイシンオスマンなど栄進堂名義に変更された馬も一部いる。

### オーナーブリーダーとして
1978年に栄進牧場を開設しオーナーブリーダーとしても活動していた。外国産の牝馬を多く所有し、引退後に同牧場で繁殖入りさせることで日本国外の血統を積極的に国内へ取り入れている。そのため、競走馬としての実績がなくても繁殖入りしている馬もいる。また、登録抹消後に日本国外へ再輸出して繁殖入りさせるケースもある（日本で交配してから輸出するケースもある）。
ほか、外国産馬以外では、不出走に終わったエイシンサンディをサンデーサイレンス産駒という理由で種牡馬入りさせた（繋養先はレックススタッド）。エイシンサンディはミツアキサイレンスなどの活躍馬を出し、一定の成功を収めた。

## 主な所有馬
栄進堂名義および宏承、克彦の所有馬については、同項目の主な所有馬を参照。

### GI級競走優勝馬
斜字は地方重賞。
- エイシンサニー（1990年報知杯4歳牝馬特別、優駿牝馬）[1]
- エイシンプレストン（1999年朝日杯3歳ステークス、2000年アーリントンカップ、ニュージーランドトロフィー4歳ステークス、2001年北九州記念、毎日王冠、マイルチャンピオンシップ2着、香港マイル、2002年クイーンエリザベス2世カップ、マイルチャンピオンシップ2着、2003年クイーンエリザベス2世カップ）
- エイシンチャンプ（2002年朝日杯フューチュリティステークス、2003年弥生賞、2006年大井記念）
- エイシンデピュティ（2007年エプソムカップ、2008年京都金杯、金鯱賞、宝塚記念）
- エイシンフラッシュ（2010年京成杯、東京優駿、2012年天皇賞・秋）[注 3]
- エイシンアポロン（2009年京王杯2歳ステークス、2011年富士ステークス、マイルチャンピオンシップ）

### 中央・交流重賞優勝馬
- エイシンタロー（1979年京都4歳特別）
- エイシンリゲイン（1986年サファイヤステークス）
- エイシンガッツ（1986年京都4歳特別）
- エイシンテンペスト（1987年ペガサスステークス）
- エイシンフェアリー（1989年東京障害特別（春））
- エイシンテネシー（1994年スポニチ賞金杯）
- エイシンワシントン（1994年セントウルステークス、1996年CBC賞）
- エイシンサンサン（1994年小倉3歳ステークス）
- エイシンバーリン（1995年アーリントンカップ、クイーンカップ、1997年シルクロードステークス、京都牝馬特別）
- エイシンイットオー（1995年小倉3歳ステークス）
- エイシンガイモン（1995年朝日杯3歳ステークス2着、1996年・1997年関屋記念、1999年セントウルステークス）
- エイシンキャメロン（1998年デイリー杯3歳ステークス、朝日杯3歳ステークス2着、1999年アーリントンカップ）
- エイシンルーデンス（1999年チューリップ賞、2001年中山牝馬ステークス）
- エイシンビンセンス（1999年北九州記念）
- エイシンワンサイド（1999年新潟ジャンプステークス）
- テネシーガール（1999年ファンタジーステークス、2001年セントウルステークス）
- レマーズガール（2003年関東オークス、スパーキングレディーカップ、2004年TCK女王盃、エンプレス杯、クイーン賞、2005年TCK女王盃、2006年スパーキングレディーカップ、白山大賞典、クイーン賞）
- エイシンツルギザン（2003年ニュージーランドトロフィー）
- キーンランドスワン（2004年シルクロードステークス、2005年阪急杯）
- エイシンテンダー（2005年チューリップ賞）
- エイシンドーバー（2007年阪急杯、京王杯スプリングカップ）
- エイシンロンバード（2007年武蔵野ステークス）
- エイシンニーザン（2008年阪神スプリングジャンプ）
- エイシンボストン（2009年東京ジャンプステークス、小倉サマージャンプ）
- エイシンオスマン（2011年ニュージーランドトロフィー）

### 地方重賞優勝馬
- エーシンシャウラ（2009年ライデンリーダー記念）
- エーシンクールディ（2011年サマーカップ、読売レディス杯、兵庫サマークイーン賞、秋桜賞、笠松グランプリ）
- エーシンブイムード（2011年兵庫クイーンカップ）
- エイシンフレンチ（2011年東海ゴールドカップ、東海菊花賞）
- エーシンエフダンズ（2012年白銀争覇、いろは丸賞、東海桜花賞）
- エーシングレーソロ（2012年オータムカップ）
- エーシンクリアー（2012年兵庫若駒賞、園田ジュニアカップ）
- エーシンアガペー（2012年摂津盃、2013年マイル争覇、福山牝馬特別）

### その他の所有馬
- エイシンサンディ
- エイシンダンカーク